# Polyipnus paxtoni
Polyipnus paxtoni és una espècie de peix pertanyent a la família dels esternoptíquids.

## Descripció
- Fa 4,9 cm de llargària màxima.[5][6]

## Hàbitat
És un peix marí i tropical que viu entre 0-300 m de fondària.

## Distribució geogràfica
Es troba al Pacífic occidental central: Queensland (Austràlia).

## Observacions
És inofensiu per als humans.